# La Rousse/Saint-Roman
La Rousse/Saint-Roman é a menor e nortenha das comunidades do Mónaco. Fica próximo de Larvotto.